# Les Aventures extraordinaires d'Adèle Blanc-Sec (album)
Pour les articles homonymes, voir Les Aventures extraordinaires d'Adèle Blanc-Sec et Les Aventures extraordinaires d'Adèle Blanc-Sec (film).
Albums de Éric Serra
Arthur et la Vengeance de Maltazard
(2009) Arthur et la Guerre des deux mondes
(2010)
Les Aventures extraordinaires d'Adèle Blanc-Sec est une bande originale de film composée par Éric Serra, treizième collaboration avec Luc Besson, et éditée le 12 avril 2010 par Columbia Records.
Catherine Ringer interprète L'Adèle, première chanson du générique de fin,, qu'elle cosigne avec Éric Serra, et dont elle signe également les arrangements.
Louise Bourgoin chante en duo, avec Thomas Dutronc, le deuxième titre du générique de fin, Adèle Blanc-Sec.

## Liste des titres
| N°  | Titre                             | Durée | Remarque                                                              |
| --- | --------------------------------- | ----- | --------------------------------------------------------------------- |
| 1.  | L'Adèle                           | 3:04  | Générique interprété par Catherine Ringer.                            |
| 2.  | Hiéroglyphes                      | 1:38  |                                                                       |
| 3.  | Ferdinand titubant                | 0:49  |                                                                       |
| 4.  | Un ptérodactyle est né            | 2:49  |                                                                       |
| 5.  | Inspecteur caponi                 | 0:39  |                                                                       |
| 6.  | Pétrodak attaque                  | 0:25  |                                                                       |
| 7.  | Les lettres de Zborowsky          | 0:37  |                                                                       |
| 8.  | J comme Jardin                    | 1:03  |                                                                       |
| 9.  | Mehara                            | 2:00  |                                                                       |
| 10. | Le tombeau de Patmosis            | 3:01  |                                                                       |
| 11. | La malédiction de Wadjet          | 1:09  |                                                                       |
| 12. | Dieuleveut le maléfique           | 2:34  |                                                                       |
| 13. | Souvenir d'Adèle                  | 1:37  |                                                                       |
| 14. | Que fait la police                | 0:35  |                                                                       |
| 15. | Appelez-moi l'intérieur           | 1:07  |                                                                       |
| 16. | L'œuf et les scientifiques        | 0:45  |                                                                       |
| 17. | La becquée                        | 1:21  |                                                                       |
| 18. | La valse d'Adèle                  | 0:50  |                                                                       |
| 19. | Agathe                            | 1:38  |                                                                       |
| 20. | Un étrange invité                 | 0:37  |                                                                       |
| 21. | La cellule                        | 0:28  |                                                                       |
| 22. | Crapodak à la Tour Eiffel         | 1:17  |                                                                       |
| 23. | Nonna                             | 0:32  |                                                                       |
| 24. | L'ogre de garbarie                | 0:57  |                                                                       |
| 25. | Marijo en prison                  | 1:02  |                                                                       |
| 26. | Adèle et le Président             | 0:58  |                                                                       |
| 27. | Crapodak Nelson et la baballe     | 1:02  |                                                                       |
| 28. | L'art du camouflage               | 0:58  |                                                                       |
| 29. | Ptérolovshak                      | 1:14  |                                                                       |
| 30. | Temps mort                        | 3:00  |                                                                       |
| 31. | Trukenplum                        | 1:54  |                                                                       |
| 32. | Le chemin de la guillotine        | 1:57  |                                                                       |
| 33. | Un petit tour de ptérodactyle     | 0:40  |                                                                       |
| 34. | Justin à la chasse                | 0:55  |                                                                       |
| 35. | Préparation au rituel             | 1:27  |                                                                       |
| 36. | Rituel de résurrection            | 3:16  |                                                                       |
| 37. | Patmosis et Coryza                | 1:14  |                                                                       |
| 38. | Ma sœur ma jumelle                | 0:51  |                                                                       |
| 39. | Axidan                            | 1:46  |                                                                       |
| 40. | Jeanne et Ferdinand               | 0:16  |                                                                       |
| 41. | Une nuit au Louvre                | 2:56  |                                                                       |
| 42. | Le pharaon et le sac en toile     | 1:09  |                                                                       |
| 43. | Le bal des momies                 | 2:16  |                                                                       |
| 44. | Les sœurs Blanc-Sec               | 0:51  |                                                                       |
| 45. | Momies en goguette                | 0:50  |                                                                       |
| 46. | Le bouquet                        | 0:18  |                                                                       |
| 47. | La dame au chapeau vert           | 0:46  |                                                                       |
| 48. | Bon voyage mademoiselle Blanc-Sec | 1:13  |                                                                       |
| 49. | Adèle Blanc-Sec                   | 4:13  | Duo de Louise Bourgoin et Thomas Dutronc en seconde fin de générique. |